# Destillatie

Schematisch overzicht van een laboratoriumopstelling voor destillatie:
1: Hittebron
2: Kolf met te destilleren mengsel
3: Verbindingsstuk met vigreux
4: Thermometer
5: Liebigkoeler
6: Koelwatertoevoer
7: Koelwaterafvoer
8: Destillatiefles, opvang condensaat
9: Opening voor gastoevoer of vacuüm trekken
10: Slijpstuk/verbindingsstuk dat het condensaat opvangt
11: Thermostaat
12: Regeling roersnelheid
13: Magnetische roerder/verwarmer
14: Warmwater- of oliebad
15: Eventueel magnetische roervlo, glasparels of kooksteentje
16: Eventueel koelbad

Destillatie is een techniek om door middel van verdamping twee of meer stoffen in een oplossing te scheiden, gebaseerd op het verschil in kookpunt van deze stoffen. Mengsels van twee of meer vloeistoffen kunnen alleen door destilleren worden gescheiden als de verschillende vloeistoffen kookpunten hebben die vrij ver uit elkaar liggen. Als dat niet zo is, komt er geen zuivere stof, maar een mengsel uit de koeler. De gecondenseerde zuivere stof noemen we het destillaat.
Het woordenboek kent zowel de schrijfwijze "destilleren" alsook "distilleren". Bij de vervaardiging van alcoholhoudende dranken is het gebruikelijk over distilleren te spreken, maar beide termen zijn correct; zo ook: destilleerderij en gedestilleerde drank. Bij destillatie gaat het dan wel eerder om de vluchtigheid van de vloeibare stoffen.
Wanneer twee vloeistoffen zijn gemengd zal, wanneer men het mengsel voorzichtig kookt, normaal gesproken van de twee stoffen die met het laagste kookpunt iets meer verdampen dan de andere. In de dampfase is dan een hogere fractie van deze laagkokende stof aanwezig dan in het oorspronkelijke mengsel, en in de achterblijvende vloeistof een hogere fractie van de hoogkokende stof. Door de damp af te voeren en te condenseren in een ander vat kan men zo een scheiding maken tussen de twee verbindingen.
Wanneer men trapsgewijs destilleert, spreekt men van rectificatie. Met rectificatie is het ook mogelijk om meerdere componenten uit een mengsel van elkaar te scheiden, dit wordt fractionatie genoemd.

## Geschiedenis

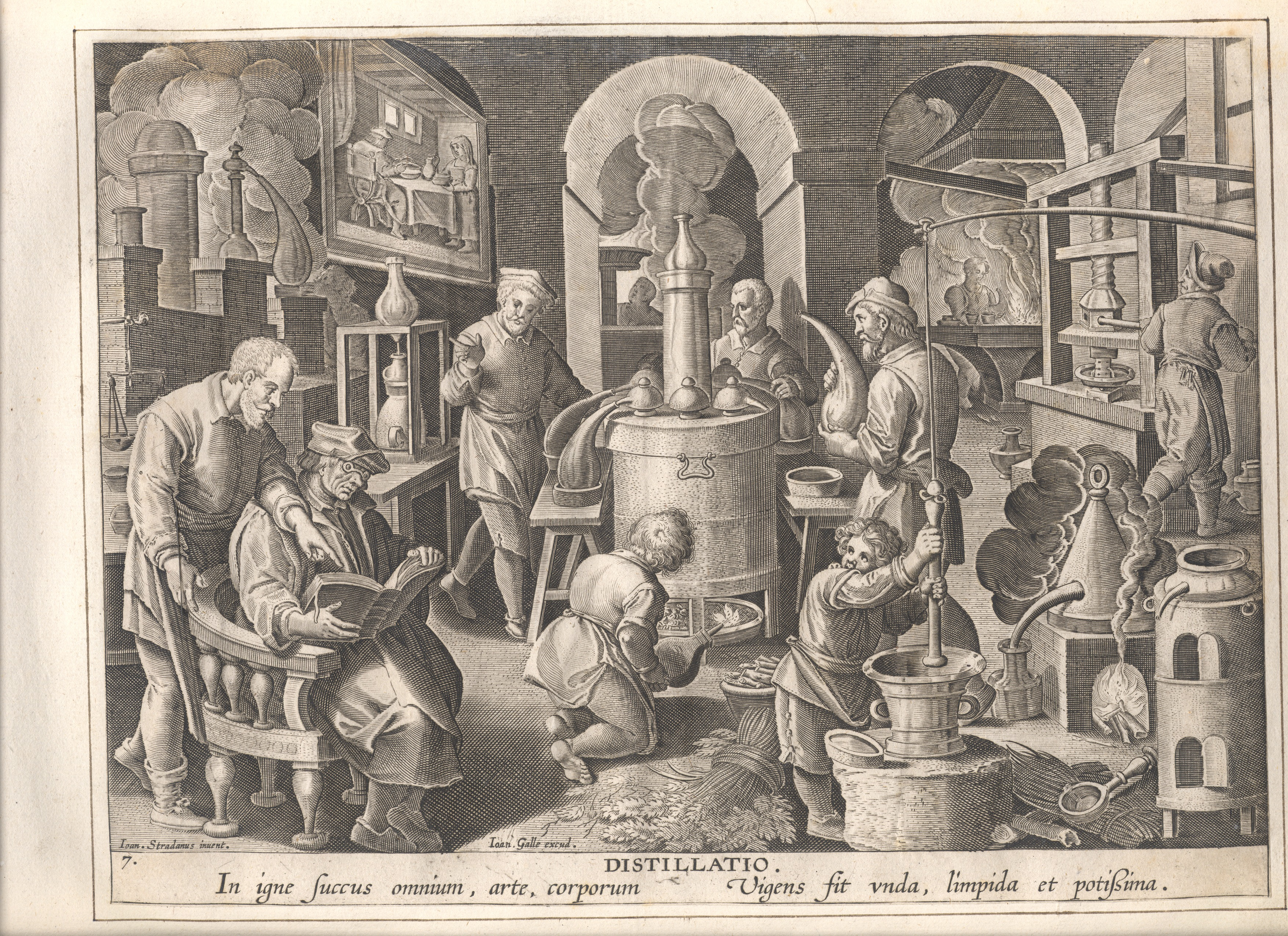
De uitvinding van de destillatie, anoniem, Museum Plantin-Moretus

De geschiedenis van de destillatie gaat terug tot de klassieke oudheid, waar het werd toegepast in de laboratoria van de alchemisten in Alexandrië, gedurende de eerste eeuwen na Christus. Vanaf de 13e eeuw werd de techniek vooral toegepast bij de productie van alcohol en alcoholische dranken. Pas tegen het einde van de 18e eeuw begon men het proces op wetenschappelijke wijze te onderzoeken. Een efficiëntieverbetering werd bereikt door Magelhaens (1780) middels toepassing van een tegenstroomwarmtewisselaar, waarbij de condensatiewarmte weer aan de voedingsstroom werd toegevoerd. Dit principe werd door Weigel toegepast bij de productie van industriële alcohol.
In 1771 werd op laboratoriumschaal voor het eerst een condensor toegepast door Weigel, die in 1830 door Justus von Liebig in glas werd uitgevoerd. Verbeteringen aan de hydrometer in het begin van de 19e eeuw, zoals de alcoholmeter van Gay-Lussac en de hydrometer van Antoine Baumé, maakten het mogelijk de procesvoortgang objectief te volgen.
Omstreeks deze tijd, onder het bewind van Napoleon Bonaparte, werd er op betrekkelijk grote schaal alcohol uit aardappelen geproduceerd, en de daaruit vervaardigde industriële alcohol werd weer gebruikt bij de vervaardiging van een substituut voor rietsuiker. Daarvan was, vanwege het Continentaal Stelsel, de aanvoer immers afgesneden.
Hierbij was fractionatie noodzakelijk: zowel het water, als de zwaardere bestanddelen als foezelolie, moesten worden afgescheiden. Aldus ontwierp de Fransman J.B. Cellier Blumenthal in 1813 de eerste rectificatiekolom. Dit was de voorloper van de rectificatiekolommen in de huidige aardolieraffinaderijen.
Naast de alcoholproductie was het de raffinage van suiker, waarbij men de destillatieprocessen trachtte te begrijpen en te verbeteren. Hier moesten grote hoeveelheden water uit de melasse worden verdampt, en men zocht naar middelen om het brandstofverbruik te verminderen. De Amerikaan Norbert Rillieux patenteerde in 1843 het principe van flashverdamping, waarbij in een aantal stappen, bij steeds lagere druk, een vloeistof verdampen kan met een veel lager brandstofgebruik, omdat de verdampingswarmte meerdere malen wordt teruggewonnen.
In Duitsland, waar de industrie van synthetische kleurstoffen, gebaseerd op de destillatie van steenkoolteer, in de 2e helft van de 19e eeuw een hoge vlucht nam, werden nieuwe variaties op de rectificatiekolommen ontwikkeld. Aangezien de destillatie van steenkoolteer vele overeenkomsten met die van aardolie vertoonde, werden de allereerste aardolieraffinaderijen van de voordien ontwikkelde apparatuur voorzien.

## Continue destillatie
Bij continue destillatie wordt constant evenveel grondstof aan de ketel toegevoegd als er aan destilaat verdwijnt. Dit in tegenstelling tot discontinue destillatie waarbij de ketel steeds geleegd wordt. Dit is vooral bij bepaalde sterke drank het geval omdat steeds opnieuw de grondstoffen met karakteristieke toevoegingen zoals kruiden volledig worden ververst.
Om bij de continue destillatie van alcohol een zo hoog mogelijke concentratie te krijgen vloeit ook steeds een gedeelte van het destilaat terug in de ketel.

## Keteldestillatie
Tot het einde van de negentiende eeuw was keteldestillatie de enige beschikbare techniek. Daarbij wordt met behulp van een destillatieketel een mengsel in twee delen gescheiden. De techniek wordt nog steeds gebruikt bij de productie van bepaalde sterkedranken. De onnauwkeurigheid die keteldestillatie met zich meebrengt, wordt in die gevallen beschouwd als bevorderlijk voor een rijke smaak.

## Gefractioneerde destillatie

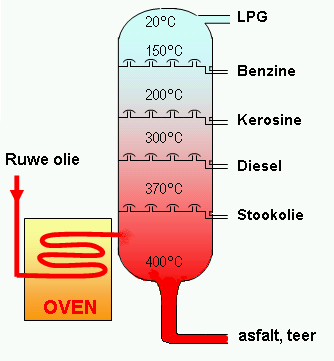
Destillatietoren

Voor veel toepassingen is de scheiding niet voldoende wanneer een eenvoudige destillatie wordt uitgevoerd. Dit komt doordat de kookpunten van de samenstellende (vloei)stoffen in een oplossing verschillen van die van de zuivere stoffen.
Er wordt in het volgende voorbeeld van uitgegaan dat de oplossing in kwestie zich als een ideale oplossing gedraagt: de stoffen (pentaan en octaan) hebben interacties met elkaar maar deze zijn effectief allemaal hetzelfde; er wordt geen rekening gehouden met de chemische eigenschappen van de vloeistoffen.
Wanneer als voorbeeld een ideale oplossing van twee ideale vloeistoffen (25% pentaan en 75% heptaan) wordt genomen, in zuivere toestand respectievelijk kokend bij 36°C en 98°C, dan zal in het mengsel het kookpunt van pentaan hoger zijn dan het normale kookpunt van 36°C. De moleculaire verklaring voor deze temperatuurafhankelijkheid van de samenstelling van het mengsel kan op twee manieren beschreven worden.

### Beschrijvende verklaring
Als pentaan kookt is de dampdruk ervan gelijk aan de luchtdruk. Dampdruk is een gevolg van het aantal moleculen pentaan in de dampfase. Dit aantal wordt bepaald door:
1. het aantal moleculen pentaan dat uit de vloeistof naar de damp weet te ontsnappen. Dit aantal wordt bepaald door de temperatuur van de vloeistof en het aantal moleculen pentaan dat zich aan het vloeistofoppervlak bevindt. Is de vloeistof zuivere pentaan dan zijn er alleen pentaanmoleculen en kunnen er veel naar de dampfase gaan. In een mengsel is slechts een deel van de plekken aan het vloeistofoppervlak bezet door pentaan. Er kan dus minder snel pentaan naar de dampfase. In feite is het een kwestie van hoeveel deeltjes aan het vloeistofoppervlak zijn pentaan. Is slechts de helft pentaan dan zal de dampdruk ook maar ongeveer de helft zijn die voor zuiver pentaan geldt bij die temperatuur.
2. het aantal moleculen dat uit de dampfase terugkeert naar de vloeistof. Dit aantal is alleen afhankelijk van het aantal moleculen pentaan in de dampfase.

Als er evenwicht is zullen beide processen even snel gaan. Het aantal moleculen pentaan in de dampfase wordt vooral bepaald door stap 1. Een tragere verdamping zal minder pentaan in de dampfase geven, waardoor de dampdruk van pentaan lager wordt, en de stof nog niet bij 36°C kookt. Pas bij een hogere temperatuur ontsnapt pentaan snel genoeg om de dampdruk gelijk te maken aan de luchtdruk en gaat de vloeistof koken.
Voor heptaan zal gelden:
1. In zuivere toestand verdampt heptaan pas goed genoeg bij zijn kookpunt (98°C): er kunnen snel genoeg heptaandeeltjes naar de dampfase om de benodigde druk op te bouwen. Maar een vloeistof hoeft niet zijn kooktemperatuur te hebben om te verdampen (was droogt - water verdampt - prima bij 20°C). In een mengsel met pentaan wordt het vloeistofoppervlak echter veel groter door de dampbellen van het al wel kokende pentaan. Heptaan zal in deze bellen - een beetje - verdampen, en door het pentaan meegenomen worden in de dampfase.
2. Terugkeer uit de dampfase van heptaanmoleculen zal voornamelijk afhangen van de hoeveelheid heptaan in de dampfase.

In een mengsel zal heptaan dus ook bij een lagere temperatuur dan zijn kooktemperatuur al veel damp geven.

### Thermodynamisch verklaring
Het afwijkende kookpunt in het mengsel ten opzichte van de zuivere component is een gevolg van een toename van de entropie (mate van wanorde) ten opzichte van de vloeistoffen in zuivere toestand (pentaan en heptaan) en daarom een thermodynamische eigenschap (zie vrije energie). Met andere woorden: de dampdruk boven het mengsel neemt af en het kookpunt toe als pentaan zich in een omgeving van heptaan bevindt. Van dit principe wordt gebruikgemaakt bij gefractioneerde destillatie: de afhankelijkheid van het kookpunt van een te isoleren stof in relatie tot de verhouding in het mengsel maakt het (nagenoeg) zuiver verkrijgen van de componenten mogelijk.
Stel dat dit mengsel met behulp van een destillatiekolom wordt gescheiden, dan zal aan het begin van de destillatie met 25% pentaan (a2) en 75% heptaan in oplossing, de dampsamenstelling in de kolom bij temperatuur (t2) voor 50% uit stof pentaan bestaan (a2') en voor 50% uit stof heptaan. Het gevolg hiervan is dat het kookpunt van het mengsel in de kolom lager wordt (toename van pentaan) wanneer de damp (50%/50%) in de kolom wordt gecondenseerd met behulp van bijvoorbeeld glazen obstakels zoals te vinden in bijvoorbeeld een vigreuxkolom.
Belangrijk is in acht te nemen dat de temperatuur van het mengsel als gevolg van de veranderde dampsamenstelling in de kolom lager wordt naarmate het mengsel (damp/vloeistof) stijgt. Dit heeft als gevolg dat het (vluchtige) pentaan bij een steeds lagere temperatuur (t3*) kan verdampen in tegenstelling tot heptaan (50%) waarbij de entropie juist toeneemt. De samenstelling van de damp bestaat (a3') nu voor 75% uit pentaan en 25% stof heptaan. Door dit proces te herhalen komt bovenaan de kolom uiteindelijk nagenoeg zuiver pentaan wat kan worden gecondenseerd met een liebigkoeler. Heptaan zal naarmate deze in de kolom stijgt en de molfractie afneemt, niet goed meer in staat zijn te verdampen met als gevolg dat deze na condensatie zal terugstromen.
Bij continu-destillatie, zoals onder andere gebruikt wordt bij de raffinage van aardolie, worden de verschillende fracties op verschillende hoogtes uit de kolom afgetapt. Hier wordt in eerste instantie niet gestreefd naar volledige scheiding, maar naar het produceren van mengsels met bepaalde toepassingsgebieden, zoals benzine, kerosine, stookolie en dergelijke.

## Kooktraject
Gedurende een batch-destillatie behoudt het mengsel niet hetzelfde kookpunt. Het mengsel zal een zogenaamd kooktraject vertonen: de temperatuur loopt op naarmate meer van de laagkokende component wordt afgedestilleerd. Door de oplopende temperatuur zal de zuiverheid van de damp boven in de destillatiekolom steeds lager worden.
Wanneer het doel van de destillatie is om de laagkokende component zo zuiver mogelijk in handen te krijgen, is het verstandig vroeg met de destillatie te stoppen. Wanneer echter het doel is om de hoogkokende component zuiver over te houden, moet men langer met de destillatie doorgaan. Men kan eventueel meerdere destillatiefracties maken door het condensaat dat in verschillende fasen wordt gevormd gescheiden op te vangen; elke fractie heeft dan haar eigen zuiverheid. Men kan ook een deel van de fractie terugsturen(=reflux)naar de kolom waar het nog een keer kan worden gescheiden, daardoor wordt een nog geconcentreerder eindproduct verkregen.
Dit gebeurt bijvoorbeeld bij de olieraffinage: de ruwe aardolie, die een mengsel is van veel verschillende koolwaterstoffen, wordt gedestilleerd door middel van continu-destillatie. Er worden destillatiefracties bij verschillende temperaturen opgevangen, en deze worden voor verschillende doeleinden gebruikt en onder verschillende namen verkocht: zo zijn er bijvoorbeeld kerosine en stookolie.

## Azeotroop

Een schematische weergave van het effect van herhaalde destillatie bij aanwezigheid van een azeotoop in het fasediagram. Het is niet mogelijk verder te zuiveren dan de azeotrope samenstelling

Sommige mengsels vertonen geen kooktraject. Wanneer ze worden gekookt, heeft de dampfase precies dezelfde verhouding als de vloeistoffase. Deze mengsels, die azeotropen worden genoemd, kunnen niet door destillatie worden gescheiden.
Een bekende azeotroop is een mengsel van 97 vol-% ethanol en 3 vol-% water (95.5% bij massa).
Een azeotroop heeft, als consequentie van de wetten van de thermodynamica, altijd een kookpunt dat óf hoger is dan het hoogste van de twee kookpunten van de componenten, óf lager is dan het laagste van de twee kookpunten van de componenten. Het laatste is het geval voor het alcohol/water azeotroop.

## Toepassingen
Enkele toepassingen van destillatie vormen alcohol, aardolie, water en lpg.

### Alcohol
Waarschijnlijk de oudste toepassing van de destillatietechniek is het verkrijgen van sterk alcoholische dranken. Het destilleren wordt in het algemeen in dit geval meestal "stoken" genoemd. Op deze wijze wordt bijvoorbeeld cognac, jenever, wodka of whisky geproduceerd. Thuis zelf alcohol destilleren is in bijna ieder land bij de wet verboden omdat de staat dan accijns misloopt. In Nederland is het in bezit hebben van een destilleerketel met een inhoud van meer dan 1 liter verboden. Wel is toegestaan om met een kleine destillatie-opstelling alcohol te scheiden van een gekochte fles sterkedrank. Hiermee kan dan bijvoorbeeld likeur gemaakt worden.
Bij vergisting van vruchten komt ethanol en methanol vrij. Methanol wordt gevormd door de pectine uit de vruchten, is giftig en kan bij grote hoeveelheden zenuwschade veroorzaken en in extreme gevallen de dood. Dat komt doordat de methanol zich in het lichaam omzet in mierenzuur. In alle soorten alcoholische vruchtdranken (bijvoorbeeld rode wijn) vindt men methanol, echter in kleine hoeveelheden. De maximumhoeveelheid die de dranken mogen bevatten ligt bij de wet vast.

### Aardolie
Bij het destilleren van aardolie ontstaan fracties met verschillende kooktrajecten, die elk een verschillend gebruik kennen:
| Fractie    | Kooktraject (°C) |
| ---------- | ---------------- |
| lpg        | <20              |
| benzine    | 20 - 150         |
| nafta      | 150 - 180        |
| kerosine   | 180 - 230        |
| dieselolie | 230 - 330        |
| stookolie  | 330 - 370        |
| bitumen    | > 370            |

### Water
Bij het destilleren van water kan zeer zuiver water zonder verontreinigingen worden verkregen. Dit kan bijvoorbeeld dienen in strijkijzers of in radiatoren van auto's of in accu's, waar het dus geen kalk afzet.

### Lpg
Bij het gebruik van lpg, werkt de gasfles in wezen als destillatiekolom. Lpg is een mengsel van propaan en butaan. Het kookpunt van propaan ligt op -42°C en het kookpunt van butaan net iets onder 0°C, beide bij atmosferische druk (binnen de gasfles liggen de kookpunten hoger omdat daar een hogere druk heerst). Als de fles wordt opengedraaid, gaat de inhoud dus koken en komt er in eerste instantie een gasmengsel uit met veel propaan en weinig butaan. Als de fles leger raakt wordt het percentage butaan steeds groter. Als de fles bij buitentemperaturen beneden 0°C gebruikt wordt, komt er uiteindelijk geen gas meer uit omdat er enkel nog vloeibaar butaan in zit.

## Trivia
- De vergelijking van Antoine wordt veel gebruikt bij het berekenen van vloeistof-damp-evenwichten in bijvoorbeeld destillatie.